# Kardinális szám
A különféle végtelenekkel szembesülve Georg Cantor (1845–1918) orosz születésű német matematikus bevezette a (szám)halmazokra vonatkozó kardinális szám fogalmát, ezzel tett különbséget közöttük.

## Kardinális szám
Egy halmaz kardinális száma, más szóval számossága nagyjából azonos az elemszámával. Például az {a, b, c, d, e} halmaznak 5 a kardinális száma, mivel 5 eleme van.
Cantor a Z  halmaz kardinális számát {\displaystyle \aleph _{0}}-lal (alef-null) jelölte (az alef a héber ábécé első betűje). Az {\displaystyle \aleph _{0}} változatlanul használatos azóta, hogy Cantor bevezette.
Az R halmaz kardinális számát {\displaystyle {\mathfrak {c}}}-vel (gót c betűvel, a latin continuum szó rövidítéseként) jelöljük.
Mivel N végtelensége alacsonyabb rendű, mint R-é, ezért fennáll, hogy {\displaystyle \aleph _{0}} < {\displaystyle {\mathfrak {c}}}.

## Kardinális szám és a kontinuumhipotézis
Van kardinális szám {\displaystyle \aleph _{0}} és {\displaystyle {\mathfrak {c}}} között?
A hagyományos aritmetikában két tört között mindig van egy közbülső harmadik. Ha csak egész számok közötti egyenlőtlenségekre szorítkozunk, akkor nem szúrhatunk be közéjük mindig egy harmadik számot: pl. 2<3, közöttük nincs másik egész szám.
A kontinuumhipotézis szerint nincs kardinális szám {\displaystyle \aleph _{0}} és {\displaystyle {\mathfrak {c}}} között, más szóval az {\displaystyle \aleph _{0}} után {\displaystyle {\mathfrak {c}}} a "következő" kardinális szám. Cantor megpróbálta bebizonyítani a kontinuumhipotézist, de sokévi próbálkozás után sem járt sikerrel.
Kurt Gödel úgy gondolta, hogy ez a hipotézis hamis, de neki sem sikerült egyedül a bizonyításig eljutnia, végül az amerikai Paul Cohennel együtt bebizonyították: a halmazelmélet szokásos keretei között a kontinuumhipotézist sem bizonyítani, sem cáfolni nem lehet. Ezt úgy is szokták mondani, hogy a kontinuumhipotézis független a halmazelméletet leíró szokásos axiómáktól.
Ez egy bizonyos határpont volt. Addigra kiderült, hogy sok különféle típusú geometria létezik. A kontinuumhipotézis függetlensége rávilágított, hogy halmazelméletből is többféle létezhet.